# گلوریانس
گلوریانس (انگلیسی: Glorianes) (تلفظ فرانسوی: [ɡlɔʁjan] ()) یک کمونه در پیرنه شرقی است، در بخش جنوب فرانسه.

## جغرافیا
گلوریانس در کانتون لو کانیگو و در منطقه پرادس واقع شده‌است.

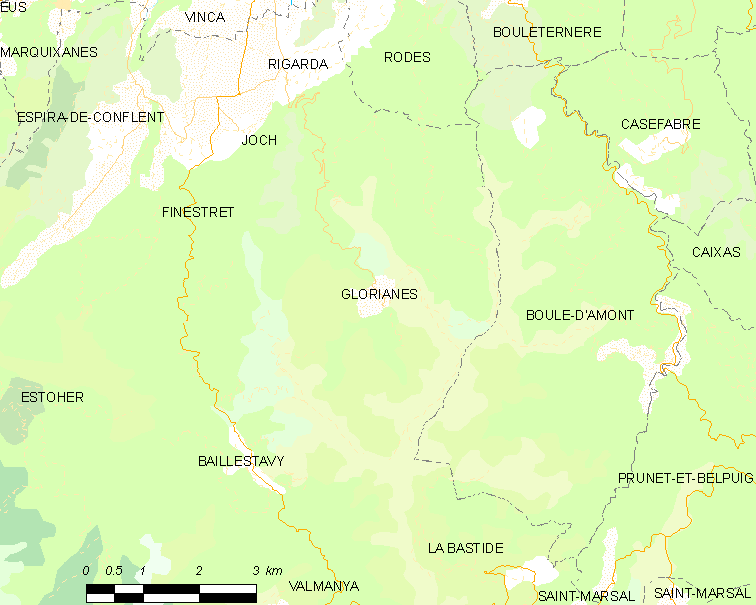
نقشه گلوریانس و کمون‌های اطراف آن